# آموزش زبان تکلیف-محور
آموزش زبان تکلیف-محور یا کار-محور (به انگلیسی: : Task-based language learning) مثالی دیگر از نسخه قوی رویکرد ارتباطی است که در آن زبان از طریق استفاده کردن فراگرفته می‌شود. به بیان دیگر، زبان آموزان زبانی را که لازم دارند را زمانی فرا می‌گیرند که برای انجام کاری که برایشان تعیین شده‌است، لازم داشته باشند. این روش آموزش در گروه برنامه درسی تحلیلی قرار دارد. این برنامه مشتمل بر یک سری اقلام زبانی نبوده بلکه از کارهای متعدد تشکیل شده‌است. کارها معنی دار بوده و زبان آموزان به هنگام انجام دادن آنها می‌بایست با یکدیگر ارتباط برقرار کنند. کارها اهداف روشنی را دربردارند تا آنکه معلم و زبان آموزان بفهمند که آیا برقراری ارتباط موفقیت‌آمیز بوده‌است یا خیر. یک نمونه از کاری که در برنامه درسی تکلیف-محور، زبان آموزان می‌بایست انجام دهند طراحی برنامه سفر است.
هدف معلم از استفاده از این روش تسهیل یادگیری زبان آموزان است که از طریق اشتغال آنها در انواع کارهایی که نتایج مشخصی دارند صورت می‌گیرد. معلم وظیفه دارد نیازهای زبان آموزان را تحلیل کند و مناسب با سطح و توانایی و نیازهای آنها ایجاد فعالیت کند و بر فعالیتهای زبان آموزان نظارت داشته باشد و در صورت لزوم مداخله کند. زبان آموزان هم وظیفه دارند به منظور انجام فعالیتها با یکدیگر ارتباط برقرار کنند و با انجام کارهایی که آنها را برای دنیای واقعی آماده می‌کند انگیزه کسب می‌کنند.
در این روش بعد معنایی زبان مورد تأکید قرار می‌گیرد و بنا بر ماهیت کار هر یک ار چهار مهارت (شنیدار، گفتار، خواندن و نوشتن) می‌توانند مورد استفاده قرار گیرند.
معلم همچنین وظیفه دارد به‌طور مستمر بر اساس نتایج کار و زبانی که زبان آموزان استفاده می‌کنند آنها را مورد ارزیابی قرار دهد و اشتباهات آنها را با تکرار جملاتشان یا ارائه مدل یا توضیحات مختصر دستوری تصحیح کند.

## فنون مورد استفاده در این روش
- فعالیت فاصله اطلاعاتی: تبادل اطلاعات بین زبان آموزان به منظور تکمیل یک فعالیت. زبان آموزان می‌بایست اطلاعات را بین گروه‌هایشان مبادله کنند تا بتوانند برنامه را تکمیل کنند.
- فعالیت فاصله عقیده: این فعالیت می‌خواهد که زبان آموزان اولویتهای شخصی، احساسی یا نقطه نظراتشان را برای انجام کاری بیان کنند.
- فعالیت فاصله استدلالی: در این فعالیت از زبان آموزان خواسته می‌شود که اطلاعاتی جدید را از اطلاعات ارائه شده، استنتاج کنند.
- فعالیتهای غیر متمرکز: کارهایی هستند که عموماً برای زبان آموزان فرصتهای ارتباط برقرار کردن را فراهم می‌کنند. مانند طراحی برنامه سفر که زبان آموزان از ذخایر دانش زبانی خود برای انجام تکلیف مذکور استفاده می‌کنند.
- فعالیتهای متمرکز: فعالیتهایی که با استفاده از موارد زبانی معین، مشخصا ساختارهای دستوری فرصت برقراری ارتباط را فراهم می‌آورند.
- فعالیتهای ارائه مطلب دریافتی: اینگونه فعالیتها یادگیرنده‌ها را به کار بر روی مهارتهای دریافتی شنیداری و خواندنی می‌گمارد. (مانند: گوش کن و انجام بده)
- فعالیتهای انگیزش مطلب تولیدی: اینگونه فعالیتها زبان آموزان را به نوشتن و صحبت کردن معنادار ترغیب می‌کند.